# Baede Maryam
Baéda-Maryam fut négus d’Éthiopie sous le nom de Qirqos et de Dawit de 1468 à sa mort le 8 novembre 1478.
À sa mort, Zara Yaqob lui laisse un empire qui s’étend du Baraca et de Massaoua jusqu’à l’Ifat, au Fatajar, à Bali. Il a assujetti le sultan du Hadya et conservé les États du Sidamo, conquis jusqu’au Ouollamo par Yéshaq.
Baéda-Maryam profite au début de son règne de la paix avec les royaumes musulmans pour envoyer des expéditions contre les Falachas du Sémién et du Tsellemt (les premiers sont vaincus) et mener lui-même une campagne contre les Doba de l’Amba-Alagui, pour sécuriser la route des caravanes venues du Tigré.
Il épouse Eléni (Hélène), fille d’un de ses vassaux musulmans, le prince du Daouaro. Elle est baptisée avant de recevoir le titre d’impératrice).
Baéda-Maryam rétablit une partie des institutions féodales abrogées par Zara Yacoub. Très pieux, il passe la majeure partie de son règne à visiter les églises et les monastères de son royaume. Il se montre tolérant avec les animistes, mais néglige la menace musulmane qui plane sur ses frontières orientales.
En 1471, des musulmans de l’Adal, Danakil et Somali, menés par des imâms, lancent une véritable guerre sainte contre l’Éthiopie. Ils sont vaincus dans un premier temps, mais deux armées éthiopiennes sont défaites par les Afars musulmans en 1473 et 1474.
Eskender succède à son père Baéda-Maryam en 1478, à l’âge de sept ans.

## Sources
- Hubert Jules Deschamps, (sous la direction). Histoire générale de l'Afrique noire de Madagascar et de ses archipels Tome I : Des origines à 1800. p. 405-406 P.U.F Paris (1970);
- Jules Perruchon, Les chroniques de Zar’a Ya’eqob et de Ba’eda Maryam, rois d'Éthiopie de 1434 à 1478, Emile Bouillon, 1893.